# Banjo-Kazooie: Grunty's Revenge
Banjo-Kazooie: Grunty's Revenge (conocido en España como Banjo-Kazooie: La Venganza de Grunty) es un videojuego de plataformas desarrollado por Rare y publicado por THQ para Game Boy Advance en 2003. Es la tercera entrega de la serie Banjo-Kazooie y tiene lugar entre los acontecimientos de los juegos para Nintendo 64 (N64) Banjo-Kazooie (1998) y Banjo-Tooie (2000). En Grunty's Revenge, la malvada bruja Gruntilda viaja al pasado para evitar que sucedan los acontecimientos de Banjo-Kazooie, y el oso Banjo y su amigo pájaro Kazooie se disponen a detenerla. Grunty's Revenge mantiene el enfoque en la recolección de objetos y la mayoría de las mecánicas de juego de sus predecesores, pero se presenta en 2D en lugar de 3D. Además del juego principal, los jugadores pueden acceder a minijuegos como la pesca y el tiro al blanco.
Rare empezó a planear Grunty's Revenge en agosto de 1999. En ese momento, se titulaba Grunty's Curse, estaba previsto para la Game Boy Color y tenía un argumento diferente. Rare estaba trabajando en los sprites del juego cuando la producción se interrumpió a finales de 1999, pero se reactivó después de que Nintendo lanzara la GBA. Fue el primer juego de la serie que no publicó Nintendo; la compra de Rare por parte de Microsoft, rival de Nintendo, en 2002, no afectó a sus planes de desarrollar el juego; Microsoft negoció un acuerdo con THQ para publicar Grunty's Revenge junto con otros proyectos de Rare para GBA. El juego salió a la venta para GBA en septiembre de 2003 y en junio de 2005 In-Fusio lo adaptó para teléfonos móviles. Recibió críticas dispares; aunque su estilo visual y su jugabilidad fueron elogiados y comparados favorablemente con los de los juegos de N64, se criticó su escasa dificultad, su corta duración y su historia.

## Sistema de juego
Al igual que sus predecesores para Nintendo 64 (N64), Banjo-Kazooie (1998) y Banjo-Tooie (2000), Banjo-Kazooie: Grunty's Revenge es un videojuego de plataformas y aventuras con un fuerte énfasis en el coleccionismo. El jugador debe controlar a los personajes, el oso Banjo y su amigo pájaro Kazooie, a través de varios niveles. Al principio del juego, el jugador sólo controla a Banjo, que puede andar, saltar, agacharse y atacar a los enemigos con su mochila. Si recoge notas musicales dor adas repartidas por los niveles, Banjo podrá comprar tres habilidades adicionales a un topo llamado Bozzeye. Finalmente, Banjo rescata a Kazooie, que viaja en su mochila durante el resto del juego. Con Kazooie, el jugador puede comprar siete nuevas habilidades, como el vuelo temporal. Aunque la mecánicas de juego de Grunty's Revenge es en gran medida la misma que la de los juegos de N64, se presenta en 2D desde una perspectiva cenital con gráficos pre-renderizados, en lugar de la presentación en 3D de sus predecesores.
Hay cinco niveles (llamados mundos), a los que se accede desde el sobremundo Montaña Espiral. En cada mundo, los jugadores deben recoger objetos repartidos por los entornos. Entre ellos están las notas musicales; piezas de puzzle llamadas Jiggies, que desbloquean niveles y hacen avanzar a los jugadores por el juego; panales vacíos, que amplían la barra de energía de Banjo; y criaturas perdidas llamadas Jinjos, que darán al jugador un Jiggy cuando se encuentre cada una en un nivel. El progreso se controla en una pantalla de estadísticas que muestra mapas de cada ubicación y los objetos recogidos. Otros coleccionables son tótems y monedas; en total, hay más de 750 coleccionables. Si Banjo le da tótems a Mumbo Jumbo, éste ganará la habilidad de transformarse en otras criaturas, incluyendo un ratón, un pulpo, una vela o un tanque, cada uno con sus propias habilidades únicas. Algunas zonas de los niveles son inaccesibles a menos que Banjo compre nuevas habilidades o transformaciones. Cada nivel presenta una lucha contra un jefe «estilo arena» contra Gruntilda o su secuaz, Klungo. Además de las plataformas, algunos niveles incluyen minijuegos, como la pesca, carreras, y tiro al blanco. Los créditos finales incluyen un minijuego en el que el jugador puede ganar fichas, que se pueden utilizar para comprar y volver a jugar las desbloqueadas en una máquina de arcade escondido en uno de los niveles.

## Trama
Ambientada dos meses después de los sucesos de Banjo-Kazooie, el secuaz de Grunty, Klungo, que ha sido incapaz de liberar a Grunty del subsuelo, crea un robot llamado «Mecha-Grunty» para que entre el espíritu de Grunty. Mecha-Grunty decide secuestrar a Kazooie y viajar en el tiempo hasta el momento en que Banjo y Kazooie se conocieron para evitar que eso haya sucedido nunca. Mumbo Jumbo, que se ha enterado de este complot, corre a casa de Banjo y Kazooie para advertirles del regreso de Gruntilda, sólo para que la bruja llegue y secuestre a Kazooie. Mumbo lanza un hechizo que hace que Banjo se teletransporte al mismo tiempo para impedir que Mecha-Grunty tenga éxito con su malvado plan.
Banjo viaja por cinco mundos, los libera del control de Mecha-Grunty y pronto se reúne con Kazooie, que le ayuda a detener el plan de Mecha-Grunty. Finalmente, Banjo y Kazooie llegan a la guarida de Grunty, donde ella vuelve a presentar un concurso. Tras superar el juego, Banjo y Kazooie se enfrentan a Mecha-Grunty en lo alto de la guarida, donde consiguen destruir el traje robot de Grunty y derrotar a su espíritu, que regresa a su cuerpo bajo tierra. Después, Mumbo envía a Banjo y Kazooie de vuelta a casa mediante un hechizo; si el jugador no ha recogido todos los Jiggies del juego, Mumbo se equivoca en el hechizo y hace que aparezcan varios clones de Banjo, pero si se recogen todos los Jiggies, Banjo, Kazooie y todos sus amigos celebran su victoria.

## Desarrollo
Grunty's Revenge fue desarrollado por Rare para Game Boy Advance (GBA), una consola portátil de Nintendo. La producción duró cuatro años y comenzó en agosto de 1999, un año antes del lanzamiento de Banjo-Tooie y cuando Rare aún era desarrolladora secundaria de Nintendo. Aunque fue desarrollado y lanzado en la GBA, Grunty's Revenge se planeó inicialmente para la predecesora del sistema, la Game Boy Color. Su título original era Banjo-Kazooie: Grunty's Curse y fue ideado por un pequeño equipo. La historia de Grunty's Curse era diferente: estaba ambientada en un universo paralelo, no implicaba viajes en el tiempo y tendría lugar varios años después de los acontecimientos de Banjo-Kazooie. En la historia de Grunty's Curse, Gruntilda maldice al topo Bottles y a Mumbo Jumbo, y secuestra a Kazooie y la convierte en un monstruo; para salvarlos, Banjo debe encontrar varios ingredientes mágicos. Como lleva mucho tiempo sin aventurarse, Banjo se dispone a ser reentrenado por el abuelo de Bottles, el Abuelo Topo (que se convirtió en Bozzeye en la versión final). El argumento original se menciona como broma en el juego final; cuando Banjo encuentra a Kazooie, dice que le sorprende que Gruntilda no la convirtiera en un monstruo. Concebido originalmente como un juego de plataformas de desplazamiento lateral, Grunty's Curse iba a contar con más niveles y potenciadores que Grunty's Revenge. Rare estaba trabajando en los sprites del juego cuando la producción se interrumpió a finales de 1999.
La producción se reanudó después de que Nintendo lanzara la GBA. Rare retituló el juego Grunty's Revenge y cambió la trama para que encajara mejor en el universo de la serie. Fue anunciado y presentado junto con otros juegos de Rare para GBA en los que estaban trabajando en ese momento en el E3 2001. El desarrollo continuó incluso después de que Rare fuera adquirida por Microsoft, rival de Nintendo, que actualmente no fabrica videoconsolas portátiles, en 2002. Grunty's Revenge ya estaba casi terminado, pero Rare prefirió seguir perfeccionándolo durante su transición a desarrolladora first-party. También les dio tiempo a implementar gráficos por ordenador en 3D. Estaba previsto un modo multijugador con el cable Game Link de la GBA, pero se suprimió. En 2003, Microsoft colaboraba con THQ para publicar los proyectos de Rare para GBA, entre ellos Grunty's Revenge, un remake de Sabre Wulf (2004), el spinoff de Banjo, Banjo-Pilot (2005), y It's Mr. Pants (2005). El juego salió a la venta en Norteamérica el 15 de septiembre de 2003 y en Europa el 24 de octubre. Fue el primer juego de Rare tras la compra de Microsoft y su primer juego en 8 años que ni ellos ni Nintendo publicaron. En junio de 2005, la empresa francesa In-Fusio publicó una adaptación del juego para teléfonos móviles, junto con otro juego para móviles que incluía los minijuegos, Grunty's Revenge Missions.

## Recepción
Según Metacritic, un agregador de reseñas de videojuegos, Grunty's Revenge recibió «críticas mixtas o medias». Algunos críticos, como los de IGN, GameZone, GameSpy, ONM, y retrospectivamente Nintendo Life, lo aplaudieron como un espléndido esfuerzo por llevar Banjo-Kazooie a un dispositivo portátil. Nintendo Life y Official Nintendo Magazine (ONM) destacaron su gran cantidad de similitudes con los originales, aunque la falta de nuevos conceptos fue una decepción para ONM, que señaló la jugabilidad de coleccionar como típica de un juego de plataformas de Rare y, por tanto, esperada. Sin embargo, algunos críticos también creían que sus defectos arruinaban la experiencia y sólo lo recomendaban a los fanáticos de la serie o de los juegos de Rare.
Algunos analizaron Grunty's Revenge en el contexto de la biblioteca de GBA. Play lo celebró como una «rareza», dada la escasez de «juegos de plataformas/aventuras completos» disponibles en el dispositivo portátil, y Cube lo calificó como el mejor de todos hasta la fecha. GameSpot y Eurogamer, por su parte, argumentaron que no destacaba sobre otros juegos de GBA; Eurogamer también opinó que era inferior a otros lanzamientos para plataformas GBA, como la reedición en 2003 de Super Mario Bros. 3 (1988).
En general, los críticos coinciden en que la historia es mediocre. IGN lo calificó de «medio cocido», débil y mal escrito; pensaban que no utilizaba bien el aspecto del viaje en el tiempo y que debería haber tenido más chistes y referencias a los dos juegos anteriores de Banjo-Kazooie. Otros lo calificaron de demasiado confuso, penoso, «ridículo»,  y no consigue añadir nada innovador a una experiencia ya repleta de elementos reciclados en su jugabilidad. Sin embargo, Jeuxvideo.com alabó su tono desenfadado y humorístico.
La crítica fue más generosa con su jugabilidad: Nintendo Power lo calificó de «trepidante y divertido» y muchos lo compararon favorablemente con el de los juegos originales. GameZone y GameSpy pensaban que la jugabilidad de la serie había hecho una buena transición de N64 a GBA, con la redacción de GameSpy, Grunty's Revenge no se limitaba a imitar los juegos de N64 y, a diferencia de otros juegos de plataformas, nunca resultaba repetitivo. Jeuxvideo.com encontró los entornos vastos. Se alabó la transferencia de la profundidad de juego de la N64 a una consola portátil con menos hardware, algo en lo que hizo hincapié Play, al tiempo que se abordaban los problemas de cámara y retroceso de los juegos originales: «Cada nivel ofrece nuevos retos y nuevas habilidades, por lo que la aventura sigue evolucionando y continuamente se desbloquean nuevas zonas». Los minijuegos también fueron elogiados como un divertimento adictivo y divertido que añadía profundidad al juego principal. En el lado negativo, los críticos se mostraron decepcionados por la ausencia del prometido modo multijugador; IGN y GameZone coincidieron en que el minijuego de carreras habría funcionado bien en un modo multijugador. Otras quejas se referían a la vista desde arriba —que dificultaba juzgar las alturas —y GameSpot creía que los mejores aspectos del juego quedaban «eclipsados por su enfoque sísifo en la recolección de objetos».
Los efectos visuales fueron aclamados por su acertada recreación de los juegos 3D en 2D, además de por la animación, el uso de colores vibrantes y la fidelidad a los juegos de N64. Nintendo Life comparó favorablemente los gráficos prerrenderizados con los de Donkey Kong Country. Jeuxvideo.com y Pocket Gamer fueron más críticos; Jeuxvideo.com consideró que los colores eran extraños y el texto difícil de leer, y Pocket Gamer argumentó que el estilo artístico era demasiado mono. Cube, Nintendo Power y ONM citaron problemas relacionados con la perspectiva isométrica, como la incapacidad para juzgar la altura de las superficies y las colisiones aparentemente invisibles, que provocaron varios saltos fallidos. A los críticos les sorprendió lo similar que era el audio al de los juegos de N64. IGN calificó la música de pegadiza y el sonido en su conjunto de impresionante, y GameZone agradeció que Rare recuperara «el hilarante e indescriptible parloteo de Banjo».
La baja dificultad y la corta duración fueron los principales aspectos criticados. Los críticos estimaron que el juego podía completarse en cuestión de horas, y también consideraron que carecía de valor de repetición. ONM sugirió que el escaso número de niveles se debía a la memoria limitada y a la enorme cantidad de detalles gráficos. GameSpot, por ejemplo, opinaba que no había muchas zonas en las que los jugadores pudieran ralentizar el ritmo e interactuar con el entorno, y Eurogamer calificó el juego de aburrido. Los combates contra jefes fueron señalados como uno de los mayores defectos del juego, algo que Cube señaló que era habitual en los juegos de Rare; se les criticó por su falta de inspiración y de desafío, aunque IGN y Nintendo Life consideraron que el jefe final era lo mejor. Pocket Gamer también escribió que era fácil perderse en el mundo del juego.